# 27387 Chhabra
27387 Chhabra è un asteroide della fascia principale. Scoperto nel 2000, presenta un'orbita caratterizzata da un semiasse maggiore pari a 2,4024202 UA e da un'eccentricità di 0,0466592, inclinata di 3,91877° rispetto all'eclittica.